# Brunstane House
Brunstane House ist ein Landhaus in Brunstane, einem nordöstlichen Vorort der schottischen Hauptstadt Edinburgh.

## Geschichte
Seit dem Mittelalter ist das Gelände des Hauses, das auch Gilbertoun genannt wurde, besiedelt. Der Familie Crichton gehörte das Haus zu Zeiten der schottischen Reformation; die Familie war berüchtigt wegen ihrer Intrigen gegen Kardinal David Beaton. 1545 weilten sowohl George Wishart als auch John Knox in dem Haus.
Das heute noch erhaltene Haus ließ John Maitland, 1. Duke of Lauderdale, 1639 errichten. Dabei wurden ein früheres Haus mit L-förmigem Grundriss aus den 1560er-Jahren und Elemente des Hauses der Crichtons von Beginn des 14. Jahrhunderts integriert. William Bruce erweiterte es 1672 und 1733 kaufte es Andrew Fletcher, Lord Milton. Dieser beauftragte den Architekten William Adam, Teile des Hauses neu zu bauen und es innen mit Holzvertäfelung, Stuck und anderen Details auszustatten. Im Haus findet man einige der frühesten Beispiele für Schiebefenster in Schottland; sie waren 1690 erfunden worden.
Das Haus wechselte häufig den Besitzer:
- 19. März 1703 – ererbt von Lyonell, Earl of Dysart, dem einzigen Sohn der  Duchess of Lauderdale.
- 31. Mai 1736 – verkauft an den Duke of Argyle
- 1746 – verkauft an James Hamilton, 8. Earl of Abercorn
- 28. September 1747 – Teil des Geländes von James Hamilton verkauft an Andrew Fletcher aus Saltoun. Er starb am 13. Dezember 1766 in dem Haus.
- 15. Februar 1769 – Anwesen wieder kombiniert und an James Hamilton, 8. Earl of Abercorn, verkauft.
- 1875 – vom Nachfahren des 8. Earls, dem Duke of Abercorn, an die Benhar Coal Company zur Ausübung von Schürfrechten verkauft. Sie behielten das Land und verkauften das Haus ohne große Ländereien.